# Live In London - At The Royal Albert Hall
Live In London - At The Royal Albert Hall, é o sexto álbum ao vivo da dupla Jorge & Mateus, lançado em 18 de novembro de 2013, pela Som Livre. Foi gravado no Royal Albert Hall, em Londres, no dia 20 de setembro de 2012. O show teve duração de duas horas e contou com um repertório repleto de sucessos da dupla como "Pode Chorar", "Traz Ela de Volta Pra Mim", "Querendo Te Amar", "Voa Beija Flor", entre muitas outras e a regravação de "Amor Pra Recomeçar", do cantor Frejat.

## Lista de Faixas
| CD             |                                  |                                                          |         |  |
| N.º            | Título                           | Compositor(es)                                           | Duração |  |
| 1.             | "Amo Noite e Dia"                | Humberto Júnior                                          | 3:51    |  |
| 2.             | "Flor"                           | Zé Henrique Renato Barros                                | 3:20    |  |
| 3.             | "Seu Astral"                     | Diego Damasceno                                          | 3:16    |  |
| 4.             | "Querendo Te Amar"               | Jorge                                                    | 3:05    |  |
| 5.             | "Fogueira / Prisão Sem Grade"    | Jorge / Nivardo Paz, Maraisa                             | 7:08    |  |
| 6.             | "De Tanto Te Querer"             | Jorge                                                    | 2:57    |  |
| 7.             | "Enquanto Houver Razões"         | Maurício Mello                                           | 3:13    |  |
| 8.             | "O Que É Que Tem"                | Jorge                                                    | 3:35    |  |
| 9.             | "Um Dia Eu Te Levo Comigo"       | Jorge                                                    | 3:23    |  |
| 10.            | "Por Quê?"                       | Dorgival Dantas                                          | 2:51    |  |
| 11.            | "Aí Já Era"                      | Jorge                                                    | 4:08    |  |
| 12.            | "A Hora É Agora"                 | Jorge Dudu Borges                                        | 5:24    |  |
| 13.            | "Amor Pra Recomeçar"             | Frejat Maurício Barros Mauro Santa Cecília               | 3:31    |  |
| 14.            | "Se Eu Chorar"                   | Jorge                                                    | 2:41    |  |
| 15.            | "O Mundo É Tão Pequeno"          | Jorge                                                    | 3:12    |  |
| 16.            | "Pra Ter o Seu Amor"             | Jorge D. Borges Fred Liel Wendell Vieira                 | 3:08    |  |
| 17.            | "Duas Metades"                   | Jorge                                                    | 3:51    |  |
| 18.            | "Mil Anos"                       | Jorge Mateus Marcelo Dinelza                             | 3:07    |  |
| 19.            | "Onde Haja Sol"                  | Mateus M. Dinelza                                        | 3:27    |  |
| 20.            | "Eu Quero Só Você (Be with You)" | Aliaune Thiam Hakim Abdulsamad Versão: Kiko Lucas Borges | 3:17    |  |
| Duração total: | Duração total:                   | Duração total:                                           | 1:12:25 |  |

| EP digital - Músicas Extras |                                |                                                |         |  |
| N.º                         | Título                         | Compositor(es)                                 | Duração |  |
| 1.                          | "Amor Covarde"                 | D. Dantas                                      | 2:51    |  |
| 2.                          | "Voa Beija-Flor / Pode Chorar" | Euler Coelho / D. Dantas                       | 3:34    |  |
| 3.                          | "Vestígios"                    | Mateus                                         | 3:17    |  |
| 4.                          | "Invasões"                     | N. Paz Maiara                                  | 3:24    |  |
| 5.                          | "Mistérios / Tempo ao Tempo"   | D. Damasceno / Raynner Sousa, Barony, Adrianno | 3:51    |  |
| 6.                          | "Traz Ela de Volta pra Mim"    | Mateus                                         | 2:56    |  |
| 7.                          | "A Gente Nem Ficou"            | George Henrique                                | 3:13    |  |
| 8.                          | "Chove Chove"                  | H. Júnior                                      | 3:11    |  |
| Duração total:              | Duração total:                 | Duração total:                                 | 26:17   |  |

| DVD/Disco Blu-ray |                                                                  |         |  |
| N.º               | Título                                                           | Duração |  |
| 1.                | "Amo Noite e Dia"                                                | 3:29    |  |
| 2.                | "Flor"                                                           | 3:29    |  |
| 3.                | "Seu Astral"                                                     | 3:23    |  |
| 4.                | "Querendo Te Amar"                                               | 3:16    |  |
| 5.                | "Fogueira / Prisão Sem Grade"                                    | 7:20    |  |
| 6.                | "De Tanto Te Querer"                                             | 3:00    |  |
| 7.                | "Enquanto Houver Razões"                                         | 3:18    |  |
| 8.                | "Amor Covarde"                                                   | 2:49    |  |
| 9.                | "O Que É Que Tem"                                                | 3:41    |  |
| 10.               | "Voa Beija-Flor / Pode Chorar"                                   | 3:45    |  |
| 11.               | "Vestígios"                                                      | 4:12    |  |
| 12.               | "Um Dia Eu Te Levo Comigo"                                       | 3:25    |  |
| 13.               | "Por Quê?"                                                       | 2:55    |  |
| 14.               | "Aí Já Era"                                                      | 4:11    |  |
| 15.               | "A Hora É Agora"                                                 | 5:29    |  |
| 16.               | "Amor Pra Recomeçar"                                             | 3:51    |  |
| 17.               | "Invasões"                                                       | 6:14    |  |
| 18.               | "Se Eu Chorar"                                                   | 2:48    |  |
| 19.               | "Mistérios / Tempo ao Tempo"                                     | 3:57    |  |
| 20.               | "O Mundo É Tão Pequeno"                                          | 3:17    |  |
| 21.               | "Pra Ter o Seu Amor"                                             | 3:10    |  |
| 22.               | "Duas Metades"                                                   | 3:51    |  |
| 23.               | "Traz Ela de Volta Pra Mim"                                      | 2:56    |  |
| 24.               | "Mil Anos"                                                       | 3:09    |  |
| 25.               | "A Gente Nem Ficou"                                              | 3:15    |  |
| 26.               | "Onde Haja Sol"                                                  | 3:43    |  |
| 27.               | "Chove, Chove"                                                   | 3:14    |  |
| 28.               | "Eu Quero Só Você (Be With You) / A Hora É Agora (Encerramento)" | 7:08    |  |
| Duração total:    | Duração total:                                                   | 1:48:15 |  |